# Sībon-e Bālā
Sībon-e Bālā (persiska: سیبن بالا) är en ort i Iran.   Den ligger i provinsen Gilan, i den nordvästra delen av landet, 190 km nordväst om huvudstaden Teheran. Sībon-e Bālā ligger 1 498 meter över havet och antalet invånare är 428.
Terrängen runt Sībon-e Bālā är bergig västerut, men österut är den kuperad. Runt Sībon-e Bālā är det ganska glesbefolkat, med 45 invånare per kvadratkilometer. Närmaste större samhälle är Jīrandeh, 14,2 km söder om Sībon-e Bālā. Trakten runt Sībon-e Bālā består till största delen av jordbruksmark.